# Lucas José Obes
Lucas José Obes (Buenos Aires, 1782 - Niterói, novembre 1838) est un homme politique uruguayen, né en Argentine. Il est l'un des principaux protagonistes de la lutte pour l'indépendance de l'Uruguay, en réaction à l'indépendance du Brésil.

## Biographie
Lucas José Obes est né à Buenos Aires, fils de Miguel de Obes et de Plácida Álvarez. Il étudie la théologie au Colegio Nacional de Monserrat, à Cordoue, terminant ses études par une licence en droit à Madrid. De là, il retourne en 1804 à Rio da Prata, s'installant à Montevideo . Il retourne plus tard dans sa ville natale, où il est conseiller du vice-roi Baltasar Hidalgo de Cisneros et reste en contact, avant et après la révolution de Mai, avec Mariano Moreno .
Il est élu député aux Cortes de Lisboa par la province de Cisplatina, avec instruction que lors de son voyage à Lisbonne, il passe par Rio de Janeiro, et qu'il obéit à ce que le prince régent ordonne. Cela détermine qu'il reste comme procureur général de Cisplatina, en 1822. Du 20 décembre 1833 au 7 janvier 1835, il est ministre des Affaires étrangères uruguayen ,.